# Hamid Ezzine
Hamid Ezzine (né le 5 octobre 1983 à Aït Ali) est un athlète marocain, spécialiste du 3 000 m steeple.

## Biographie
Né à Aït Ali, il est le frère cadet du coureur de fond Ali Ezzine. Douzième du 5 000 mètres lors des Championnats du monde juniors 2002, il se spécialise par la suite dans l'épreuve du 3 000 m steeple. Il termine au pied du podium des Championnats d'Afrique 2004, remporte la médaille d'or lors des Jeux de la Francophonie 2005, et se classe cinquième des Championnats d'Afrique 2006. Il participe également aux Championnats du monde 2005 et 2007, et aux Jeux olympiques de 2008 sans toutefois atteindre la finale. 
En juillet 2007, à Athènes, il porte son record personnel du 3 000 m steeple à 8 min 09 s 72. Son record personnel sur 5 000 m, établi en juin 2002 à Rabat, est de 14 min 00 s 6.
Dans l'épreuve du cross-country, Hamid Ezzine remporte la médaille de bronze par équipe de la course courte des Championnats du monde de cross 2006, en compagnie de Adil Kaouch, Hicham Bellani et Khalid El Aamri.
En 2009, il refuse de se soumettre à un contrôle antidopage. Il est suspendu deux ans par l'IAAF de mars 2009 à mars 2011. De retour à la compétition en 2011, il se classe neuvième des Championnats du monde de Daegu, et remporte par ailleurs la médaille d'argent des Jeux panarabes, derrière le Qatari Abubaker Ali Kamal. En 2012, le Marocain termine septième des Jeux olympiques de Londres.

## Palmarès
| Date | Compétition              | Lieu         | Résultat | Épreuve     | Temps         |
| ---- | ------------------------ | ------------ | -------- | ----------- | ------------- |
| 2004 | Championnats d'Afrique   | Brazzaville  | 6e       | 3 000 m st. | 8 min 32 s 14 |
| 2005 | Jeux de la Francophonie  | Niamey       | 1er      | 3 000 m st. | 8 min 52 s 73 |
| 2006 | Championnats d'Afrique   | Bambous      | 5e       | 3 000 m st. | 8 min 46 s 45 |
| 2007 | Jeux mondiaux militaires | Hyderabad    | 1er      | 3 000 m st. | 8 min 37 s 80 |
| 2007 | Jeux panarabes           | Le Caire     | 2e       | 3 000 m st. | 8 min 42 s 57 |
| 2011 | Championnats panarabes   | Al-Aïn       | 1er      | 3 000 m st. | 8 min 41 s 98 |
| 2011 | Championnats du monde    | Daegu        | 9e       | 3 000 m st. |               |
| 2011 | Jeux panarabes           | Doha         | 1er      | 3 000 m st. | 8 min 38 s 37 |
| 2012 | Jeux olympiques          | Londres      | 7e       | 3 000 m st. | 8 min 24 s 90 |
| 2013 | Championnats panarabes   | Doha         | 3e       | 3 000 m st. | 9 min 01 s 69 |
| 2013 | Jeux méditerranéens      | Mersin       | 3e       | 3 000 m st. | 8 min 21 s 03 |
| 2013 | Jeux de la Francophonie  | Nice         | 1er      | 3 000 m st. | 8 min 43 s 41 |
| 2014 | Championnats d'Afrique   | Marrakech    | 6e       | 3 000 m st. | 8 min 46 s 90 |
| 2015 | Championnats panarabes   | Madinat 'Isa | 1er      | 3 000 m st. | 8 min 30 s 57 |
| 2016 | Championnats d'Afrique   | Durban       | 5e       | 3 000 m st. | 8 min 29 s 36 |

## Records
| Épreuve     | Temps         | Lieu    | Date           |
| ----------- | ------------- | ------- | -------------- |
| 3 000 m st. | 8 min 09 s 72 | Athènes | 2 juillet 2007 |